# Gilly-sur-Loire
Pour les articles homonymes, voir Gilly.
Gilly-sur-Loire [ʒili syʁ lwaʁ] est une commune française située dans le département de Saône-et-Loire, en région Bourgogne-Franche-Comté.

## Géographie

### Communes limitrophes
Les communes limitrophes sont  Bourbon-Lancy, Chalmoux, Diou, Perrigny-sur-Loire, Pierrefitte-sur-Loire et Saint-Aubin-sur-Loire.

### Accès
- Par la route

Route départementale 979.
- Par le train

Gare SNCF de Gilly-sur-Loire. Trajets directs de/vers Paray-le-Monial, Moulins, Lyon et Tours.

### Climat
Pour des articles plus généraux, voir Climat de la Bourgogne-Franche-Comté et Climat de Saône-et-Loire.
En 2010, le climat de la commune est de type climat océanique dégradé des plaines du Centre et du Nord, selon une étude du Centre national de la recherche scientifique s'appuyant sur une série de données couvrant la période 1971-2000. En 2020, Météo-France publie une typologie des climats de la France métropolitaine dans laquelle la commune est exposée à un climat océanique altéré et est dans la région climatique Centre et contreforts nord du Massif Central, caractérisée par un air sec en été et un bon ensoleillement.
Pour la période 1971-2000, la température annuelle moyenne est de 11,1 °C, avec une amplitude thermique annuelle de 16,6 °C. Le cumul annuel moyen de précipitations est de 954 mm, avec 12,1 jours de précipitations en janvier et 7,7 jours en juillet. Pour la période 1991-2020, la température moyenne annuelle observée sur la station météorologique de Météo-France la plus proche, « Diou », sur la commune de Diou à 3 km à vol d'oiseau, est de 12,1 °C et le cumul annuel moyen de précipitations est de 818,9 mm. 
La température maximale relevée sur cette station est de 41 °C, atteinte le 31 juillet 1983 ; la température minimale est de −22 °C, atteinte le 16 janvier 1985,,.
Les paramètres climatiques de la commune ont été estimés pour le milieu du siècle (2041-2070) selon différents scénarios d'émission de gaz à effet de serre à partir des nouvelles projections climatiques de référence DRIAS-2020. Ils sont consultables sur un site dédié publié par Météo-France en novembre 2022.

## Urbanisme

### Typologie
Au 1er janvier 2024, Gilly-sur-Loire est catégorisée commune rurale à habitat dispersé, selon la nouvelle grille communale de densité à sept niveaux définie par l'Insee en 2022.
Elle est située hors unité urbaine. Par ailleurs la commune fait partie de l'aire d'attraction de Bourbon-Lancy, dont elle est une commune de la couronne,. Cette aire, qui regroupe 12 communes, est catégorisée dans les aires de moins de 50 000 habitants,.

### Occupation des sols
L'occupation des sols de la commune, telle qu'elle ressort de la base de données européenne d’occupation biophysique des sols Corine Land Cover (CLC), est marquée par l'importance des territoires agricoles (71,7 % en 2018), une proportion sensiblement équivalente à celle de 1990 (71,9 %). La répartition détaillée en 2018 est la suivante : 
prairies (46,9 %), forêts (22,9 %), zones agricoles hétérogènes (20,4 %), terres arables (4,5 %), eaux continentales (2,1 %), zones industrielles ou commerciales et réseaux de communication (1,9 %), zones urbanisées (1,4 %). L'évolution de l’occupation des sols de la commune et de ses infrastructures peut être observée sur les différentes représentations cartographiques du territoire : la carte de Cassini (XVIIIe siècle), la carte d'état-major (1820-1866) et les cartes ou photos aériennes de l'IGN pour la période actuelle (1950 à aujourd'hui).

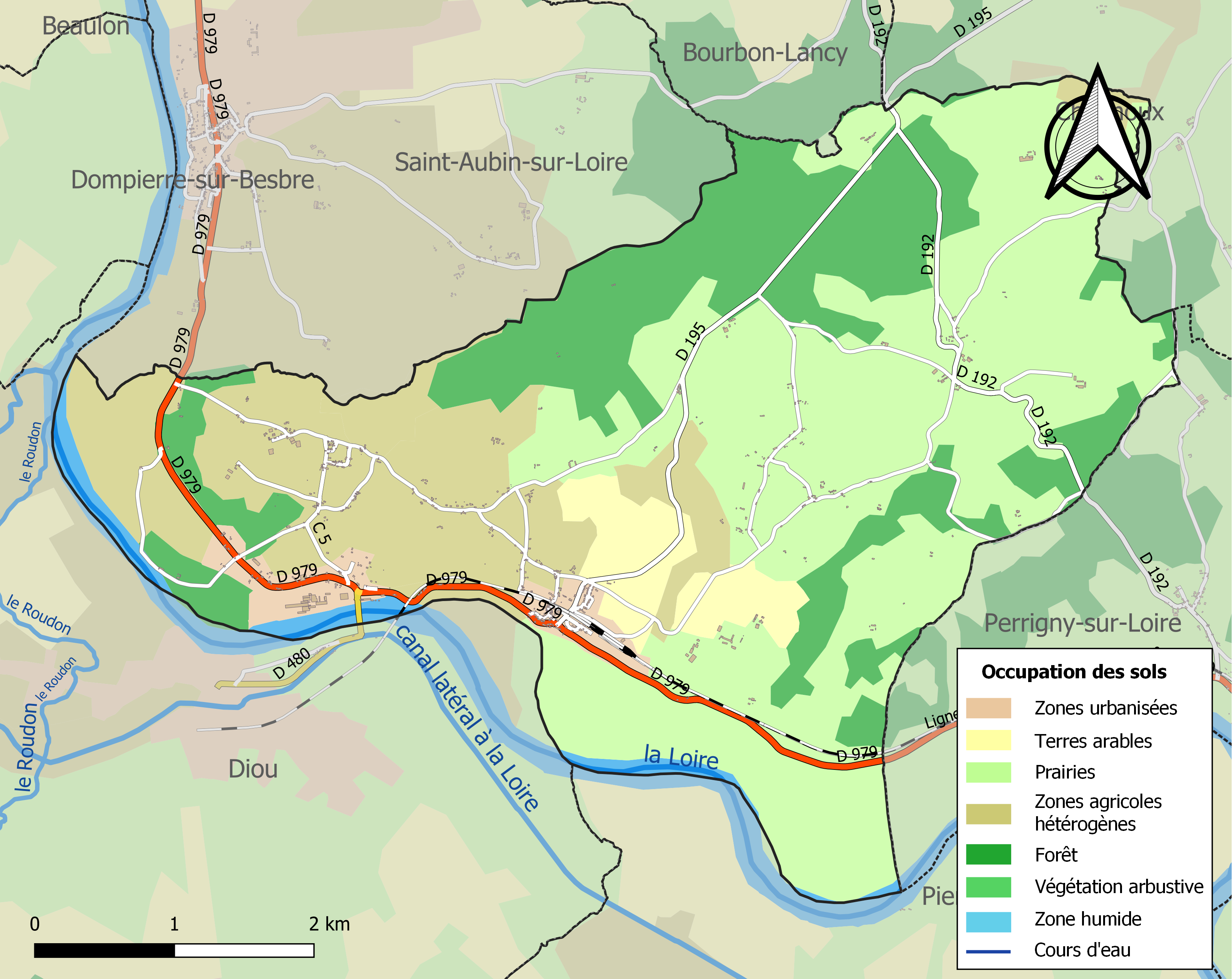
Carte des infrastructures et de l'occupation des sols de la commune en 2018 (CLC).

## Histoire
De Gilly-sur-Loire dépendent depuis 1820 Fontête et Aupont, aujourd'hui simples hameaux, bien que ces localités aient été érigées en communes indépendantes après la Révolution.

## Politique et administration
| Période                                  | Période      | Identité           | Étiquette | Qualité |
| ---------------------------------------- | ------------ | ------------------ | --------- | ------- |
| 1994                                     | mars 2008    | Jean-Louis Goichot |           |         |
| mars 2008                                | mars 2014    | Maurice Forêt      |           |         |
| mars 2014                                | juillet 2015 | Maurice Bourrachot |           |         |
| octobre 2015                             | en cours     | Cédric Daguin      |           |         |
| Les données manquantes sont à compléter. |              |                    |           |         |

## Démographie
L'évolution du nombre d'habitants est connue à travers les recensements de la population effectués dans la commune depuis 1793. Pour les communes de moins de 10 000 habitants, une enquête de recensement portant sur toute la population est réalisée tous les cinq ans, les populations de référence des années intermédiaires étant quant à elles estimées par interpolation ou extrapolation. Pour la commune, le premier recensement exhaustif entrant dans le cadre du nouveau dispositif a été réalisé en 2008.

En 2022, la commune comptait 475 habitants, en évolution de −4,04 % par rapport à 2016 (Saône-et-Loire : −1,06 %, France hors Mayotte : +2,11 %).
| 1793 | 1800 | 1806 | 1821 | 1831 | 1836 | 1841 | 1846 | 1851 |
| ---- | ---- | ---- | ---- | ---- | ---- | ---- | ---- | ---- |
| 579  | 181  | 362  | 757  | 778  | 800  | 754  | 818  | 804  |

| 1856 | 1861 | 1866 | 1872 | 1876 | 1881  | 1886  | 1891  | 1896 |
| ---- | ---- | ---- | ---- | ---- | ----- | ----- | ----- | ---- |
| 808  | 818  | 939  | 952  | 976  | 1 065 | 1 036 | 1 005 | 939  |

| 1901 | 1906 | 1911 | 1921 | 1926 | 1931 | 1936 | 1946 | 1954 |
| ---- | ---- | ---- | ---- | ---- | ---- | ---- | ---- | ---- |
| 955  | 953  | 868  | 709  | 737  | 725  | 678  | 629  | 637  |

| 1962 | 1968 | 1975 | 1982 | 1990 | 1999 | 2006 | 2008 | 2013 |
| ---- | ---- | ---- | ---- | ---- | ---- | ---- | ---- | ---- |
| 633  | 648  | 658  | 546  | 546  | 538  | 493  | 480  | 504  |

| 2018 | 2022 | - | - | - | - | - | - | - |
| ---- | ---- | - | - | - | - | - | - | - |
| 478  | 475  | - | - | - | - | - | - | - |

## Culture locale et patrimoine

### Lieux et monuments
- L'église Saint-Anne, qui dispose notamment de vitraux historiés exécutés en 1967 d'après des cartons de l'artiste Michel Bouillot.
- Viaduc ferroviaire de Diou à Gilly-sur-Loire sur la ligne de Moulins à Mâcon[18].

### Communes homonymes

Évocation des quatre autres Gilly dans la station de métro « Gilly » (Charleroi)
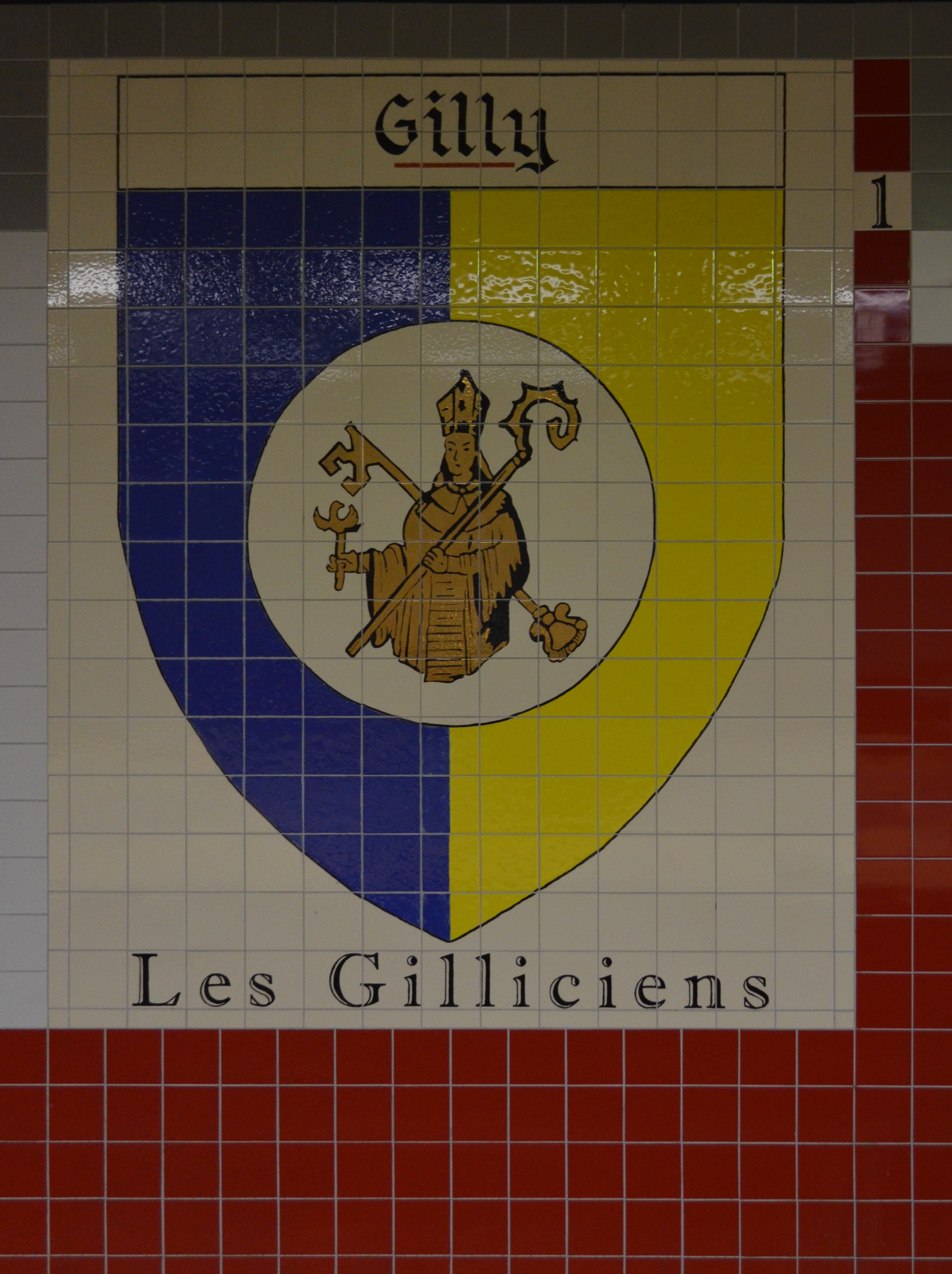
Gilly (Belgique).
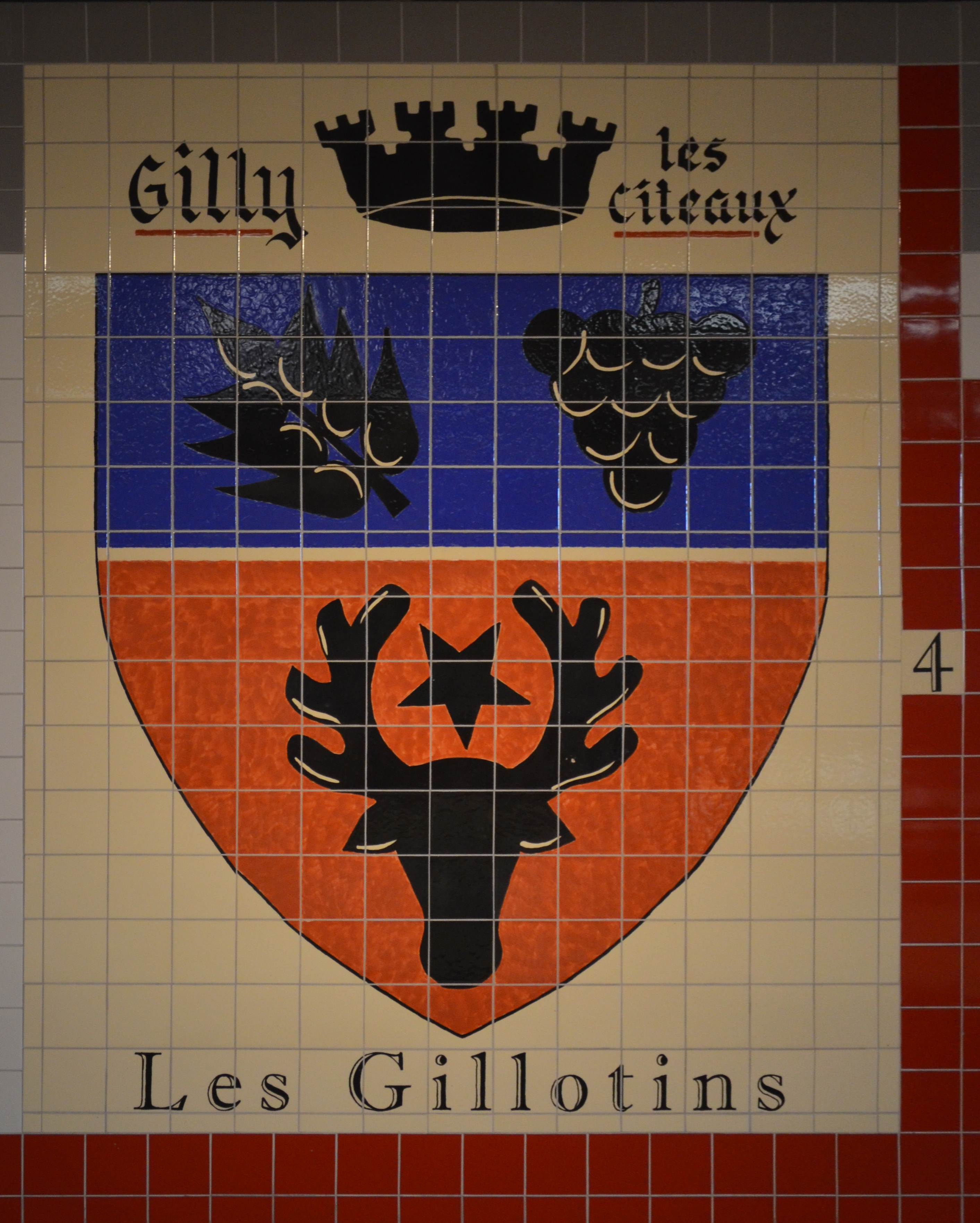
Gilly-lès-Cîteaux (France).
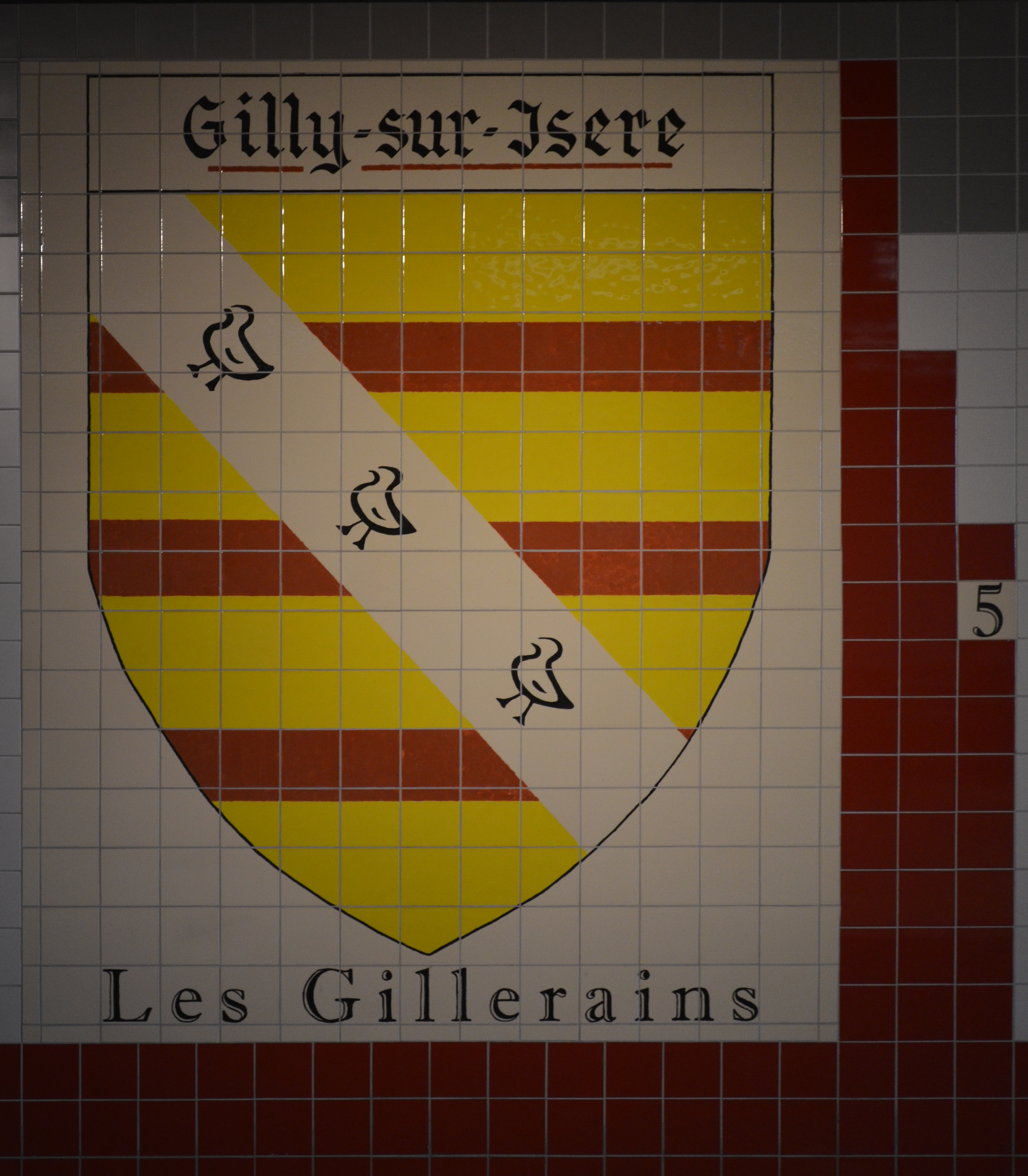
Gilly-sur-Isère (France).
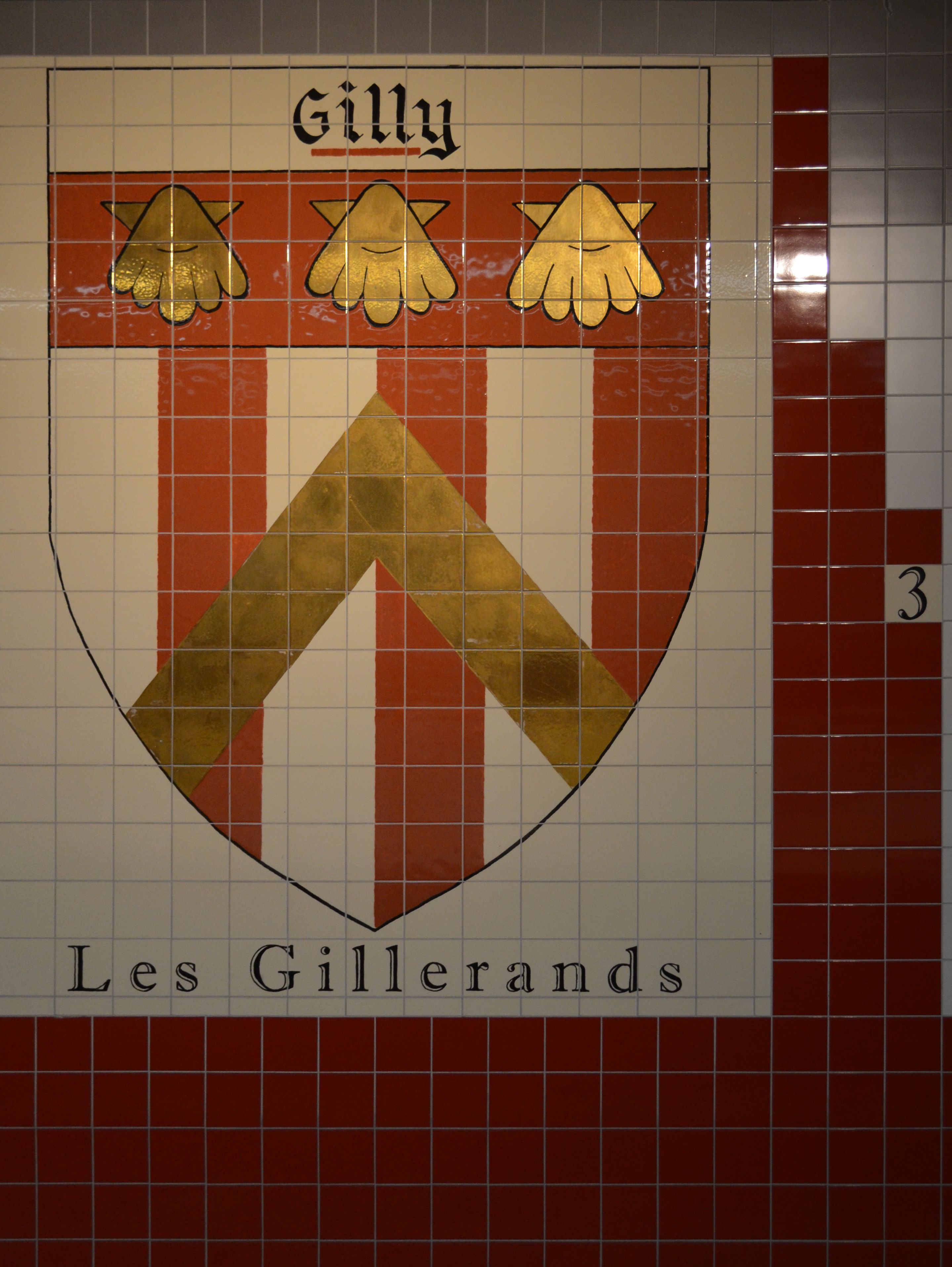
Gilly (Suisse).

### Personnalités liées à la commune
- Pierre Moreau (1849-1890) : inventeur du close-up (magie de proximité), né à Gilly-Sur-Loire et mort à Lyon le 26 mai 1890[19].
- Henri Dollet (1895-1944) : homme politique et résistant né à Gilly, il sera fusillé par l'occupant puis fait chevalier de la Légion d'honneur.

### Divers
- Fête patronale : 26 juillet.

## Pour approfondir